# نورمان هاوسر
نورمان هاوسر (بالإنجليزية: Norm Houser)‏ هو سائق سباق ومهندس أمريكي، ولد في 18 ديسمبر 1915، وتوفي في 3 ديسمبر 1996.